# 2-Fluoroetanol
El 2-fluoroetanol és el compost orgànic amb la fórmula C2H5FO. Amb una massa molecular de 64,06 g/mol.

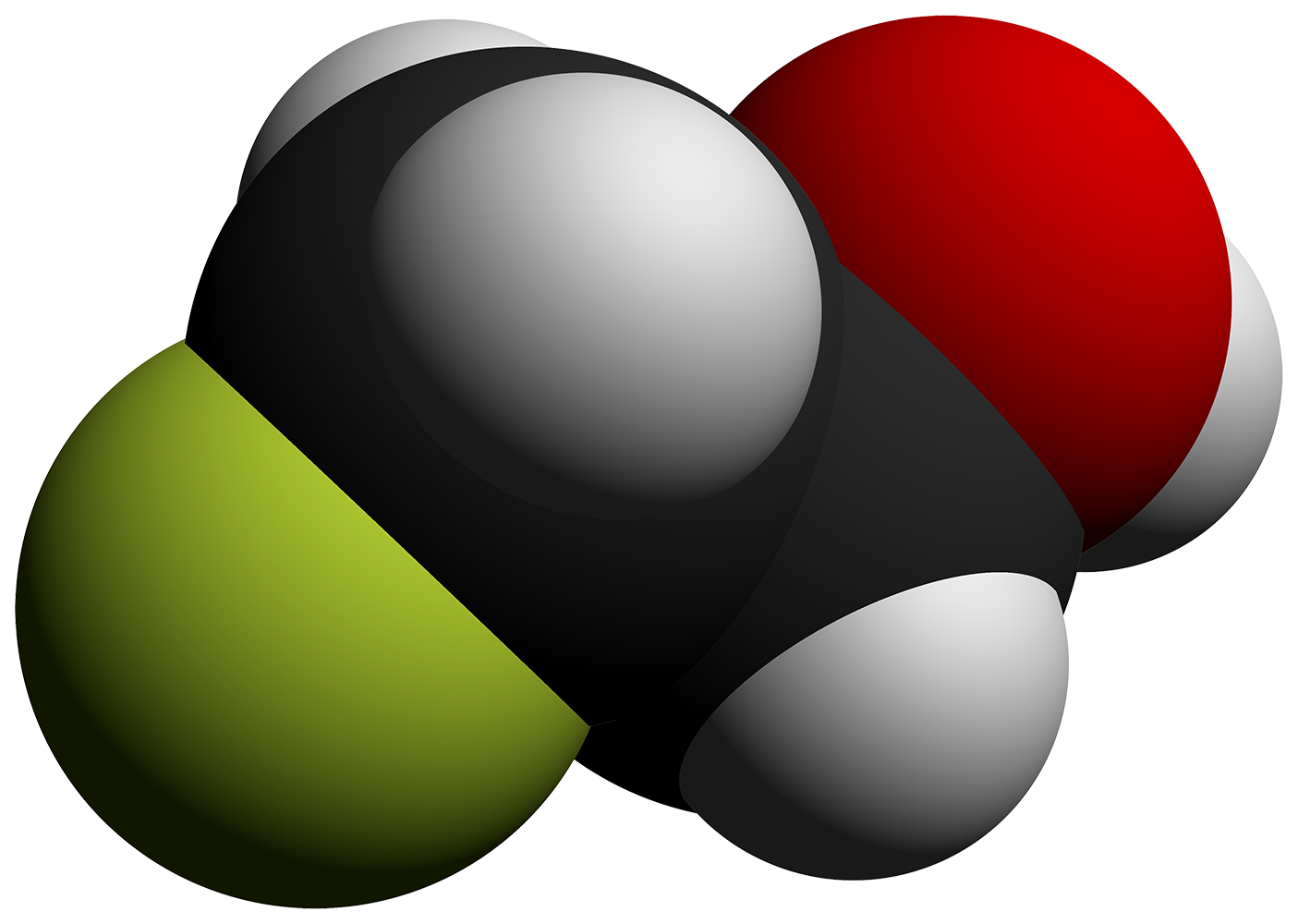

## Propietats
Aquest líquid transparent és un dels alcohols fluorats estables més senzills, el seu punt de fusió, és al voltant de -85 °C, el seu punt d'ebullició 110-111 °C. És soluble en aigua i en solvents orgànics com l'etanol i l'èter.

## Usos
Una vegada es va utilitzar com a pesticida degut a la seva toxicitat
El fluoroacetat és un precursor del fluorocitrat, un inhibidor de l'aconitasa, un enzim que participa en el cicle del TCA.

## Estructura i reactivitat
L'enllaç d'hidrogen estabilitza el confòrmer gauche.
En una solució bàsica, el 2-fluoroetanol pateix una deshidrofluoració, donant acetaldehid. La reacció del 2-fluoroetanol amb l'anhídrid trifluorometanosulfònic en presència de base dona l'èster triflat.

## Síntesi
El 2-fluoroetanol es va sintetitzar originalment tractant 2-cloroetanol amb fluorur de potassi, en una simple reacció de Finkelstein. El producte té un punt d'ebullició més baix que el material de partida i es pot aïllar convenientment per destil·lació.
{\displaystyle {\ce {ClCH2CH2OH + KF -> FCH2CH2OH + KCl}}}
Procediments similars parteixen de (1,3)-dioxolan-2-ona i del 2-bromoetanol.

## Metabolisme
Va ser patentat com a rodenticida a Alemanya el 1935. En rates, es va trobar que el fluoroetanol induïa una toxicitat similar a la del fluoroacetat, conegut per metabolitzar-se en fluorocitrat per exercir l'efecte tòxic.
El 2-fluoroetanol es converteix mitjançant l'alcohol deshidrogenasa (ADH) utilitzant la nicotinamida adenina dinucleòtid (NAD+) com a cofactor, conduint finalment a la formació de fluoroacetaldehid i després fluoroacetat.
El fluoroacetat és un precursor del fluorocitrat, un inhibidor de l'aconitasa, un enzim que participa en el cicle del TCA.

## Toxicitat
Els efectes reportats del 2-fluoroetanol són efectes d'angoixa epigàstrica, com ara vòmits, i efectes nerviosos centrals, com al·lucinacions auditives, sensació d'adormiment de la cara o del nas. Aquests dos tipus d'efectes es produeixen gradualment després d'estar exposats al 2-fluoroetanol durant diverses hores. Algunes reaccions més greus del cos humà al 2-fluoroetanol poden ser insuficiència respiratòria i convulsions o convulsions epileptiformes, que condueixen a disfuncions en el mecanisme cardíac. Des de principis del segle xx, hi ha múltiples informes de morts causades pel 2-fluoroetanol.
El 2-fluoroetanol també és tòxic per a altres animals amb DL50 que oscil·la entre 7 i 1500 mg/kg de pes corporal.